# 橋本光二郎
橋本 光二郎（はしもと こうじろう、1973年 - ）は、日本の映画監督。東京都出身。

## 略歴
日本映画学校（現・日本映画大学）卒業後、相米慎二、滝田洋二郎監督らの作品で助監督を務める。2010年に深夜ドラマ、BUNGO（日本文学シネマ）『冨美子の足』にて監督デビュー。

## 監督作品

### 映画
- orange（2015年公開） - 監督
- 羊と鋼の森（2018年公開） - 監督
- 雪の華（2019年公開） - 監督
- 小さな恋のうた（2019年公開） - 監督

### テレビドラマ
- BUNGO（日本文学シネマ）『冨美子の足』(TBS深夜ドラマ）
- 『鈴木先生』第3・4・7・9話（テレビ東京・2011/4～6月放送）
- 『スープカレー』（TBS系列・北海道放送(HBC)60周年連続ドラマ・2012/4～6月放送）
- 『こんなのアイドルじゃナイン』第10～12話（日本テレビ系列深夜ドラマ・2012/1～3月放送）
- 『スプラウト』第6～8話（日本テレビ深夜ドラマ・2012/7～9月放送）
- 『Piece』第4・5・10話（日本テレビ深夜ドラマ・2012/10～12月放送）
- 『終電バイバイ』第３夜「南千住駅篇」・第４夜「蒲田駅篇」（TBSドラマNeo・2013/1～3月放送）
- 『ハードナッツ！　数学ガールの恋する事件簿』第3・4・6話（NHK BSプレミアム・2013/10～12月放送）
- 『秘密屋』（Ｔ－Ｄrama・2014/12～レンタル）

### ショートフィルム
- 花咲く頃に、僕らは（YouTube、制作:エーライツ、ステラピクチャーズ、2021年5月28日配信開始。主演:光野有菜、藤原大祐）

## 助監督作品

### 映画
- 「Ｌie lie lie」（監督:中原俊）※「制作進行見習い」として
- 「ＳＣＯＲＥ　２」（監督:小沢仁志）助監督④（フォース）
- 「黒の天使　２」（監督:石井隆）助監督④
- 「あ、春」（監督：相米慎二）助監督④
- 「ショムニ」（監督：渡邊孝好）助監督④
- 「お受験」（監督：滝田洋二郎）助監督④
- 「秘密」（監督：滝田洋二郎）助監督③（サード）
- 「あさきゆめみし」（監督：三枝健起）助監督③
- 「風花」（監督：相米慎二）助監督④
- 「玩具修理者」（監督：はくぶん）助監督②（セカンド）
- 「陰陽師」（監督：滝田洋二郎）助監督③
- 「非・バランス」（監督：冨樫森）助監督③
- 「壬生義士伝」（監督：滝田洋二郎）助監督③
- 「ごめん」（監督：冨樫森）助監督②
- 「陰陽師Ⅱ」（監督：滝田洋二郎）助監督③
- 「油断大敵」（監督：成島出）助監督②
- 「阿修羅城の瞳」（監督：滝田洋二郎）助監督③
- 「ニライカナイからの手紙」（監督：熊澤尚人）助監督①（チーフ）
- 「天使の卵」（監督：冨樫森）助監督①
- 「ボーイ・ミーツ・プサン」（監督：武正晴）助監督①
- 「サイドカーに犬」（監督：根岸吉太郎）助監督①
- 「おくりびと」（監督：滝田洋二郎）助監督②
- 「あの空をおぼえてる」（監督：冨樫森）助監督①
- 「ブタがいた教室」（監督：前田哲）助監督①
- 「群青」（監督：中川陽介）助監督①
- 「猿ロック／劇場版」（監督：前田哲）助監督①
- 「君に届け」（監督：熊澤尚人）助監督①
- 「セイジ　～陸の魚～」（監督：伊勢谷友介）助監督①

### その他
- ネットドラマ「学校の階段」（監督：篠原哲雄 ＆ 谷口正晃）
- ミュージッククリップ短編映画「浜田省吾　『Thank you』」（監督：橋本直樹）
- ミュージッククリップ短編映画「浜田省吾　『初恋』」（監督：谷口正晃）